# Eskikavak
Eskikavak (türkisch für alte Pappel) (kurd. Arik) ist ein Dorf im Landkreis Kiğı, der türkischen Provinz Bingöl. Es liegt etwa 10 km südöstlich der Kreishauptstadt und 10 km westlich des Arik Dağı. Eskikavak ist ein ursprünglich armenisches Dorf. Dort lebten vor dem Völkermord an den Armeniern 1.165 Menschen in 170 Haushalten. Ruinen einer alten Kirche stehen noch.
Im Jahre 2009 wohnten in Eskikavak 87 Menschen.
Wenige Kilometer westlich von Eskikavak fließt der Peri Çayı, der weiter südlich durch die Özlüce-Talsperre aufgestaut wird.
In den 1990er Jahren wurde Eskikavak von den türkischen Sicherheitskräften im Kampf gegen Guerillakämpfer der Arbeiterpartei Kurdistans teilweise oder komplett geräumt.